# Hylorchilus
Hylorchilus é um género de ave da família Troglodytidae.

## Espécies
Este género contém as seguintes espécies:
- Hylorchilus navai Crossin & Ely, 1973
- Hylorchilus sumichrasti (Lawrence, 1871)